# Bismarck, 1. Teil
Bismarck, 1. Teil er en tysk stumfilm fra 1925 instrueret af Ernst Wendt.

## Medvirkende
- Franz Ludwig
- Erna Morena
- Robert Leffler
- Ralph Ludwig
- Rudolf Lettinger
- Maria Santen
- Bruno Ziener
- Ernst Bochum
- Carl de Vogt